# Амониев сулфат
Амониевият сулфат е химично съединение, което се получава при взаимодействието на амоняк със сярна киселина. При реакцията се отделя още и молекулен водород (Н2).

## Физични свойства
Амониевият сулфат се разглежда като сол на сярната киселина. Атомите са свързани чрез йонни химични връзки.

## Получаване
2NH3 + H2SO4 → (NH4)2SO4

## Употреба
Употребява се в селското стопанство като минерален тор.